# Matteo (album)
Matteo è un concept album, ed è il sedicesimo album in studio del cantante pop italiano Riccardo Fogli, registrato nel 1978 e pubblicato dalla Raro! Records nel 1999.

## Tracce
1. Sono nato, è vita – 4:44
2. No mio Dio – 3:04
3. E arrivi tu – 3:39
4. Festa (Giorno di) – 4:09
5. Vedo i pugni della mia gioventù – 1:47
6. Verità dov'è – 3:35
7. Salutando un amico che va via – 5:59
8. Tra poco ti perderò – 2:53
9. Sono ormai ragazzo – 2:48
10. Vieni madre torno al tuo grembo – 3:59

Durata totale: 36:37